# 2027II
『2027II』（にいまるにいななセカンド）とはJPSが開発した5号機のパチスロである。正式名称は「2027II -すべてはここから-」、保安通信協会（保通協）における型式名は「ニーマルニーナナセカンド」。2009年8月下旬から各地のホールに導入された。同社の2027シリーズとしては『2027X』に次ぐ第3作目、ストーリー自体は2027(第1作目)の続編にあたる。
キャッチフレーズは「物語を解き明かすまで止められない…新カテゴリー“劇場型スロット”、ここに誕生！！」

## 概要
ボーナスではなくART「バトルモード(BM)」でメダルを増やす仕様である。BM中に展開されるメーカーオリジナルのアニメストーリーが最大のウリ。BM最大継続率は前作同様95%でストックはなし。BM中の純増枚数は前作の1.8枚/Gから(ボーナスを含めて)2枚/Gに増加した。ただBMは前作のTYPE-F形式(ボーナス"当選"後のRTを利用したART)ではなく、ボーナス"終了"後に突入する仕様に変化。またBMのゲーム数管理も前作は基本20G/1セット固定だったのに対し、今作はボーナス当選まで継続する無限BMとなった。3択押し順ベル(10枚役)を採用し、通常時・BM中の目押しの労力を限りなく除去、スロット初心者にもやさしい仕様となった。ゲーム性としては山佐のパチスロ「パチスロ機動戦士ガンダムIII 〜めぐりあい宇宙編〜」に近い。
ボーナス確率は合算で約1/65、コイン持ちも程よく5号機の中ではトップクラスの甘さを誇る。だが前作に比べBM継続率の最低値が33%まで下がり、BM準備中(海面ステージ)でもBM転落抽選を行っているなど、BM突入率は2027や2027Xに比べ低く設定されている。

## ストーリー紹介

### あらすじ
本作は「2027」で登場する潜水艦「センチュリオン」の姉妹艦である「エクセリオン」が舞台である。2007年7月7日「エクセリオン」は処女航海に出た「センチュリオン」の航行データの収集任務に極秘であたっていたが、その最中「センチュリオン」が突如として消失。これと同時期にテロ組織が全世界に対し宣戦を布告し、「エクセリオン」クルーは対応に苦慮する…。

### 年号&エピソード一覧表
※各年号エピソードの後半がレア扱い。
- 2002年
  - 10月08日-「破滅の予感」or「忍び寄る未来」
- 2007年
  - 06月06日-「休息」or「約束」
  - 06月07日-「模擬戦」or「新しき世代」
  - 07月07日-「消失」
  - 08月01日-「残された者たち」or「届かぬ想い」
  - 08月02日-「侵蝕」
  - 08月04日-「戦士の誇り」or「過去の栄光」
  - 08月05日-「見えざる脅威-V.S.ボーガン&ティーナ-」(01-03)
  - 08月06日-「ライバル」or「戦友」
  - 08月26日-「陶酔の貴公子-V.S.クレイン-」(01-03)
  - 09月07日-「友との邂逅-V.S.イメルダ-」(01-03)
  - 09月12日-「来訪者」or「未来への導き」
  - 09月14日-「恵介の願い」
  - 09月16日-「信じるもの」or「決意」or「息づく野心」
  - 10月01日-「疑念」or「艦長の日誌」
  - 10月08日-「最後の戦い-V.S.ダグラス-」(01-02)

- エンディング
  - 10月08日-「複製人間」
  - 10月08日-「童の空想」
  - 10月08日-「旅立ち」(レアあり)
  - ??月??日-「2027」(レアあり)

- 前作とは違いストーリーが固定ではなく、(一部エピソードやEDを除いて)ランダム選択となった。またEDまで行ったとしても、全てのエピソードが見られるわけではない。
- 更に同じ日付のエピソードでも、BM継続率によってタイトルや内容・ゲーム数が変化。高継続率ほどレアで長いエピソードが選択される仕様になった。
- BMゲーム数の上限は無い。そのため、ED終了後は再び最初からストーリーが始まる(いわゆる2周目)。

## 登場人物紹介
※この項目では、2027Ⅱから登場するキャラクターを主に紹介しています。前作の登場人物に関しては、こちらを参照してください。

### エクセリオン
今作の主たる舞台となる原子力潜水艦。乗組員は120名。前作に登場した「センチュリオン」の姉妹艦。そのため、兵装及び航行性能はセンチュリオンのそれに非常に近い。原子力潜水艦が日本に初めて配備されるにあたり、その乗組員育成のため派遣された。センチュリオン完成後は、対テロリストの主戦力艦として駆り出されるが、2007年10月 健闘むなしくテロリストの旗艦「ブラッグドラグーン」に撃沈される。
クリス・バランタイン
今作の主人公で、原子力潜水艦「エクセリオン」の女性艦長。海軍史上、最も若くして艦長に上り詰めた凄腕の持ち主。金色長髪の麗しい容貌だが、戦闘中の彼女はその美貌からは想像もつかない程の情熱家。戦術も非常に豪快であり、男性顔負けな作戦をとることも。独り言が多いのが癖。原子力潜水艦「センチュリオン」の鳴海恵介とは、士官学校時代の後輩に当たる。
アンジェラ・レイモンド
エクセリオンのソナー担当。強気で男勝りな性格だが、ソナーとしては非常に有能。鳴海姉妹と模擬戦をするまではエミリーとのコンビで、軍内で無敗を誇っていた。実家はパン屋。
エミリー・カートン
同じくソナー担当。無口・無表情・冷静と、アンジェラとは正反対の性格だがソナーの腕はかなりのもの。趣味は読書で歩き読みも器用にこなす。なお父親も軍人であったが、先の戦闘で既に他界している。
アラン・ウィーバー
エクセリオンの操縦兼、データ算出担当。冷静で物静かな性格。計算が非常に早く、皆から頼りにされている。
メリッサ・グラカートン
操縦補佐役。情熱家ですぐカッとなる性格。乱暴者だが根はやさしい。
アリス・ローマン
エクセリオン配属の女性医師。小柄な身体にそぐわないダボダボな白衣と、ぐるぐる眼鏡を身につけている。好奇心旺盛で、よく持ち場を離れいろんな場所に出没し、己の知識欲を満たそうとするが、それが裏目に出ることもしばしば。
マイク・ウィルソン ― アレックス・ライアン
魚雷室の室長、及び部下。
アルフレッド・リックマン ― エイド・リンスキー
機関室の室長、及び部下。

### テロリスト
世界転覆を目論む謎の組織。構成人数や所在地等は一切不明。2007年8月、突如として世界に向けて宣戦布告。テロ行為を開始した。
ダグラス・M・ラインハルト
一連のテロ事件の首謀者であり、超巨大潜水艦「ブラックドラグーン」艦長でもある。再生の箱舟「ノア」と呼ばれる謎の巨大物体を用いて、世界再生を成し遂げようと目論む。何故か前作に登場した東郷艦長と顔が全く同じ。
ゲイル - アイリーン
ブラックドラグーンのソナーを担当する男女。フェイスチャットでは何がしか意味深な発言をすることが多いが、本編では特に活躍するシーンが無い謎の二人組。
クレイン・M・ラインハルト
ダグラスの実の息子で、潜水艦「ホワイトドラグーン」の艦長。別名「陶酔の貴公子」。かなりのナルシストでイケメンかつ女性好きという、絵に描いたようなリア充。戦闘中は何故か顔を仮面で隠す。地形の利を活かしたトラップ戦法を得意とし、クリスたちを大いに苦しめる。が、クラウス(幼少期)に横やりを入れられ、あっさり撃沈される。
シエル - パール
ホワイトドラグーンのソナーを担当する女性二人組。クレインにかなり陶酔している。
アルファ
ホワイトドラグーンの護衛艦艦長を務める女性。本編ではエクセリオンとの対決中にクラウスに操られ、ホワイトドラグーンに追突→クレインの罠にかかり爆発、死亡。
ボーガン・グラハム
潜水艦「ブルードラグーン」の艦長。かなり筋骨隆々であり、テロリスト所属以前は相当腕の立つ傭兵だったとか。同型艦「レッドドラグーン」の艦長であるティーナにぞっこんだが、ティーナからは全くと言っていいほど相手にされていない。
マクソン - デイモン
ブルードラグーンのソナー担当。ボーガンのティーナ好きに、かなり呆れている様子。
ティーナ・マーティン
潜水艦「レッドドラグーン」の女性艦長。ボーガンとコンビを組み、同型艦の強みをいかんなく発揮してクリスたちに襲いかかる。感情の起伏が激しくSっぽい雰囲気を持つが、潜水艦内にソファーとぬいぐるみを設置する乙女チックな一面もある。
ダックス - ベイブ
レッドドラグーンのソナー担当。
イメルダ・バーキン
テロリストの一人で、潜水艦「イエロードラグーン」の女性艦長。元はクリスたちと同じ軍の人間であったが、模擬戦でクリスに負けた事を根に持ち、テロリストへ転向した。潜水艦乗りとしての腕はかなりのものだが、クリスに異常なまでの執着心を持ち、彼女の事となると周りが全く見えなくなる。本編ではその悪癖がたたってエクセリオンとの対決中、突如現れたセンチュリオンにあっさり撃沈される。
ラミア - カミラ
イエロードラグーンのソナー担当。

### クラウス研究所
太平洋上のとある島に建てられた謎の施設。超能力やクローン技術を専門とした研究所と思われるが、詳細は明らかにされていない。
クラウス・M・ローゼンバーグ(幼少期)
前作にも登場したクラウスの幼少期時代。前作でもあった特定人物を意のままに操る能力の他に、今作では【遠視】能力を披露。テロリストの影の支配者であり、ダグラスをテロ行為にそそのかした人物。
マスター(幼少期)
クラウスのクローン(複製)人間。今作ではエンディングのみでの登場。
マリア ＆ クレア(幼少期)
クラウスに仕える謎の女二人組。特定の物と【同調(シンクロ)】し、意のままに操る能力の他、クラウスと同じ【遠視】能力を持つ。
アートマン
クラウス研究所にいた人物。【未来予知】能力の他に、特定の物体を未来or過去へ飛ばす能力を持つ。センチュリオンを未来に飛ばした後、クラウスにその能力を危惧され、殺害された(本編では描かれていない)。
オスカー・ガンダウルフ
クラウス研究所の職員の一人。前作では、ベースの長老として登場。アートマンと親睦があり、彼の残したメモから今後地球に降りかかる大災厄を知り、何とかしようと複数の軍関係者と接触を図る。

## 通常時のモード
高確率モード
- チェリーもしくは通常リプレイ(水色)成立時に移行する可能性があるモード。同モード滞在中にボーナス当選すれば、消化後にBM突入となる。
- 高確率は最大8個までストックすることが可能で、ボーナス当選するとストックを一個消費する。なおBM(潜伏)中は移行抽選を行わない。
- 街ステージに移行すれば高確率滞在確定。通常時は液晶の潜水艦が大きい(近い)ほど高確率滞在の可能性が高まる。

低確率モード
- 通常リプレイ成立時の50%で移行するモード。同モード滞在中のReg成立は、単独当選時の一部を除きBMに突入しない。
- 通常時に右リールから停止すると、成立役や高確率ストック数にかかわらず強制的にこちらのモードへ移行+10G間BM突入抽選なし、となる。

潜航モード
- チェリー成立時に移行する可能性があるモード。前作同様、成立後10G間は内部移行(潜伏)状態となり、その間に再度チェリーが入賞すれば液晶上で潜航モードが展開される。
- 同モード中に3択押し順10枚役(救済措置の10枚役でもOK)orチェリー(+スクリュー)が入賞すればポイント獲得。ただし、右打ちでの小役入賞は無効。
- 獲得したポイントに応じてReg当選時のBM継続率がアップ。最大66%まで増加し、それ以上のポイントは次回BM分に繰越される。

超(スーパー)潜航モード
- 潜航モード終了後に移行する可能性があるモード。前作とは違い、潜航モード突入時に次回突入可否が抽選される。
- 潜航モードに比べ、小役入賞時に獲得できるポイントが高めに設定されている。

海面(BMorRT潜伏ゾーン)
- ボーナス終了後に移行する可能性があるチャンスゾーン。Reg当選時は移行しない場合もある。
- 基本的には、海中からBattleModeロゴ出現で、BM突入確定。潜水艦浮上ならBM非当選orボーナス当選だが、BM潜伏の可能性は残されている。
- 同モード滞在中は月の形によってBM突入期待度が判別できる。三日月＜半月＜逆三日月＜満月 の順で期待度が変化し、満月ならBM突入濃厚。三日月から突然、満月へ変化するパターンもある。
- 1G目のレバーオン時にクジラ出現でBM潜伏。また前作でもあったパネル右下のペンタランプの早光りは、今作もBM潜伏を示唆している。
- 海面(BM潜伏中)もBM中の扱い。そのためBM突入前(BM潜伏中)に海面でボーナス当選した場合でも継続抽選は行われ、抽選に漏れた場合はBM終了となる。
- 潜水艦浮上後は追跡モード(緑or赤)へ移行する場合がある。

追跡モード(黄色)
- 主に通常時のチェリー入賞後に突入する可能性があるモード。潜航or高確率移行時やボーナス当選時に突入する場合がある。
- 同モード中に敵潜水艦をロックオンできればボーナス確定。
- 一定ゲーム数経過or通常リプレイ成立時で、通常画面に転落する可能性がある。

追跡モード(緑or赤)
- 潜水艦浮上後に突入する可能性があるモード。BM潜伏中でもこちらに移行する場合がある。赤色ならBM潜伏濃厚。
- 同モード中に敵潜水艦をロックオンできればBM突入orボーナス確定。
- BM非当選時でも同モード中20G間、10枚役を取りこぼさなければBMへ突入する。ただし逆押しで10枚役を取得すると、同モードは強制終了となる。

RT
- BM非当選時は、RTへ突入する。画面は通常とほぼ同じ。RT中は押し順ナビ(AT)が一切ない。またBMへの格上げもなし。
- リプ-リプ-黒リプ成立かボーナス当選でRT終了となる。

## 押し順10枚役(スクリュー)について
- システム自体は「南国育ち (5号機)」の押し順ベルと同じ。最初に止めるリールの位置に正解すれば、スクリュー(ベル)を獲得できる仕組みとなっている。
- 押し順を間違えた場合でも、約1/4の確率で「赤7or青7orBAR頭-ベル-ベル」揃いの10枚役が救済措置として揃う。なお、その救済措置からも洩れた場合「赤7or青7orBAR頭-ベル-スクリュー」が有効ライン上に揃う(変則押し時は揃わない場合も)。
- 押し順10枚役は出現率が異なり、右リール第1停止10枚役のみ約1/6.8。中・左リール第1停止10枚役は共通で約1/19.6。
- なお、今作は打ち方に制限が設けられており、通常時は右打ち禁止。右打ち時はペナルティとして10G間BM突入抽選なし等、の措置が取られている。ボーナス成立後の逆押しはペナルティなし。

## ボーナス
前作同様、ボーナスはチャンスリプレイ(緑色)との重複抽選がメイン。割合は少ないが単独当選もある。前作まではレギュラーボーナスのみだったが、今作からはビッグボーナス(赤7揃い)を搭載。ボーナスでの獲得枚数に期待が持てる仕様となった。

### ビッグボーナス(赤7揃い)
- ビッグボーナスは150枚を超える払い出しで終了。最大純増112枚。3枚掛け、フリー打ちでOK。
- 前作同様、通常時の赤7揃いはモードにかかわらずBM突入確定。ただし継続率は一定でなく、70or80or95%のいずれかから選択される。
- ビッグ成立時にフリーズ演出を伴えば、BM継続率80or95%が確定。
- 赤7出現率と継続率振り分けには設定差があり、高設定ほど出現率が良く、高継続率の恩恵を受けやすい。
- 同ボーナス消化中は主題歌「a drop in the water」が、ART中に当選した場合は挿入歌「For the Truth」が流れる。

### レギュラーボーナス(赤7,赤7,BAR揃い)
- レギュラーボーナスは5回の入賞または5回の遊技で終了。最大純増35枚。3枚掛け、フリー打ちでOK。
- 高確率滞在中にボーナス当選すればBM突入が確定。ただし、継続率は33,44,55,66%のいずれかから選択される。
- 単独Reg(約1/300-400)もある。なお、低確率滞在中の単独Reg当選は約10%の確率でBMに突入。
- 同ボーナス消化中は液晶内の枠色が変化し、月が接近してくる演出がある。この色でBM突入期待度を示唆しており、白＜青＜黄＜緑＜赤 の順に期待度が変化。赤色ならBM突入ほぼ確定。
- Reg消化直後の高確移行確率に設定差が設けられ、今作では約12-28%に激減した(前作は全設定共通で、ほぼ100%高確率移行)。

### ボーナス確率
※解析値
| 設定 | BIG確率   | REG確率 | 合成確率 |
| ---- | --------- | ------- | -------- |
| 1    | 1/2730.67 | 1/67.70 | 1/66.06  |
| 2    | 1/2730.67 | 1/67.42 | 1/65.80  |
| 3    | 1/2340.57 | 1/67.42 | 1/65.54  |
| 4    | 1/2340.57 | 1/66.87 | 1/65.02  |
| 5    | 1/2048.00 | 1/66.87 | 1/64.76  |
| 6    | 1/2048.00 | 1/66.60 | 1/64.50  |

## バトルモード(BM)
BMは押し順で小役を獲得するART。ART性能は純増2枚/1G(ボーナス含む)、ナビに従えば次回ボーナス成立まで必ず継続。前作同様、BM継続中は液晶画面上でオリジナルアニメが流れ続け、一定ゲーム数を超えるとエンディングをみることが出来る。
なお、今作のBM終了契機は「継続抽選に外れる」のみであり、押しミスによるART強制終了は排除された。ただし、リプレイ押し順をミスするとATへ降格となる。

### BM詳細
BM当選契機
- 「赤7BIG当選(モード不問)」「高確率滞在中のREG当選」「低確率滞在中の単独REG当選時の約10%」「追跡モード(緑or赤)中20G間、10枚役取りこぼしなし」のいずれかの条件を満たした場合、終了後に海面を経てBMへ突入する。
- BM中の次回BM継続or非継続抽選はボーナス終了後、海面1G目のレバーオン時に行われる。

BM突入契機
- 海面(BM準備中)中、押し順ベルを"取りこぼす"ことによってBMに突入する。救済措置10枚役入賞時は無効。

BM継続率について
- 前作では突入時から常に一定だった継続率が、今作からは昇格するようになった。昇格抽選はボーナス当選時に行われ、昇格抽選に当たれば継続率がアップする。降格抽選はなし。

BM中のナビ
- バトルモード中は押し順(パンク)リプレイ、3択押し順10枚役、チェリー(+スクリュー)の成立を液晶と筐体左側のパネルランプで完全ナビしてくれる。
- 押し順リプレイを失敗するとRTが終了するが、AT及びBMのストーリーは継続。次回BMに再度突入すれば、RTも復活する。なお押し順10枚役を失敗しても、RTは終了しない。

演出について
- 小役ハズレorチャンスリプレイの一部で、ルーレット演出に移行。ルーレットにはCAUTION,継続,ENERGY CHARGEの3枚のパネルがあり、「継続」ならBM続行。「CAUTION」ならボーナス確定&BM終了の可能性アリ。「ENERGY CHARGE」ならボーナス&BM継続確定&継続率昇格濃厚となる。
- 潜水艦正面アップ時に魚雷発射管が開いた場合は、BM継続確定となる。

## 2027IINEO
2010年4月に導入された、2027IIのマイナーチェンジ版。

### 2027IIとの相違点
ボーナス確率の変更
ボーナス確率が低下した。ただBMは次回ボーナスまで継続するため、結果的にBMの継続ゲーム数が伸びる傾向にある。
ART関連の調整
BMの初当たり確率がアップしBMに突入しやすくなった他、ビッグボーナス当選時にはBM3セット以上が確定する。その一方で、BM中の出玉増加が若干抑えられた。
プレミアの出現率増加
プレミア演出の出現率が約10倍、フリーズ演出の出現率が約5倍にアップした。
BM演出関係
BM初当たり時に「前回のBMの続きから演出を見る」モードを選択できるようになり、長い連チャンがなくともストーリーを最後まで見られるようになった。

### ボーナス確率
※解析値
| 設定 | BIG確率  | REG確率 | 合成確率 |
| ---- | -------- | ------- | -------- |
| 1    | 1/2978.9 | 1/103.0 | 1/99.6   |
| 2    | 1/2978.9 | 1/102.1 | 1/98.7   |
| 3    | 1/2621.4 | 1/101.1 | 1/97.4   |
| 4    | 1/2621.4 | 1/100.2 | 1/98.5   |
| 5    | 1/2259.9 | 1/99.3  | 1/95.1   |
| 6    | 1/2259.9 | 1/98.4  | 1/94.3   |